# Kobalevîțea, Irșava
Kobalevîțea (în ucraineană Кобалевиця) este un sat în comuna Zahattea din raionul Irșava, regiunea Transcarpatia, Ucraina.

## Demografie
Componența lingvistică a localității Kobalevîțea
     Ucraineană (96,83%)
     Rusă (1,59%)
     Alte limbi (0,79%)
Conform recensământului din 2001, majoritatea populației localității Kobalevîțea era vorbitoare de ucraineană (96,83%), existând în minoritate și vorbitori de rusă (1,59%).